# Campionati mondiali juniores di snowboard
I Campionati mondiali juniores di snowboard sono una competizione sportiva a cadenza annuale organizzata dalla Federazione internazionale sci e snowboard, in cui vengono assegnati i titoli mondiali di categoria delle diverse specialità dello snowboard.
Vengono assegnati annualmente 12 titoli (oltre a quelli misti), in 6 diverse specialità sia maschili sia femminili: slalom parallelo, slalom gigante parallelo, snowboard cross, halfpipe, big air e slopestyle.

## Edizioni
| Edizione | Anno | Città                                 | Nazione                          |
| -------- | ---- | ------------------------------------- | -------------------------------- |
| 1ª       | 1997 | Corno alle Scale                      | Italia                           |
| 2ª       | 1998 | Chamrousse                            | Francia                          |
| 3ª       | 1999 | Alpe di Siusi                         | Italia                           |
| 4ª       | 2000 | Berchtesgaden                         | Germania                         |
| 5ª       | 2001 | Nassfeld-Hermagor                     | Austria                          |
| 6ª       | 2002 | Rovaniemi                             | Finlandia                        |
| 7ª       | 2003 | Prato Nevoso                          | Italia                           |
| 8ª       | 2004 | Oberwiesenthal Klínovec               | Germania Rep. Ceca               |
| 9ª       | 2005 | Zermatt                               | Svizzera                         |
| 10ª      | 2006 | Vivaldi Park                          | Corea del Sud                    |
| 11ª      | 2007 | Bad Gastein                           | Austria                          |
| 12ª      | 2008 | Valmalenco                            | Italia                           |
| 13ª      | 2009 | Nagano                                | Giappone                         |
| 14ª      | 2010 | Otago                                 | Nuova Zelanda                    |
| 15ª      | 2011 | Valmalenco                            | Italia                           |
| 16ª      | 2012 | Sierra Nevada                         | Spagna                           |
| 17ª      | 2013 | Erzurum                               | Turchia                          |
| 18ª      | 2014 | Chiesa in Valmalenco                  | Italia                           |
| 19ª      | 2015 | Yabuli                                | Cina                             |
| 20ª      | 2016 | Rogla Alpe di Siusi                   | Slovenia Italia                  |
| 21ª      | 2017 | Špindlerův Mlýn Laax Klínovec         | Rep. Ceca Svizzera Rep. Ceca     |
| 22ª      | 2018 | Cardrona                              | Nuova Zelanda                    |
| 23ª      | 2019 | Kläppen Rogla Reiteralm Leysin        | Svezia Slovenia Austria Svizzera |
| 24ª      | 2020 | Lachtal                               | Austria                          |
| 25ª      | 2021 | Lachtal Krasnojarsk                   | Austria Russia                   |
| 26ª      | 2022 | Leysin Chiesa in Valmalenco Veysonnaz | Svizzera Italia Svizzera         |
| 27ª      | 2023 | Bansko Passo San Pellegrino Cardrona  | Bulgaria Italia Nuova Zelanda    |
| 28ª      | 2024 | Lachtal Livigno/Mottolino Gudauri     | Austria Italia Georgia           |

## Albo d'oro maschile

### Slalom parallelo
| Anno | Luogo                | Oro                 | Argento              | Bronzo               |
| ---- | -------------------- | ------------------- | -------------------- | -------------------- |
| 2000 | Berchtesgaden        | Andreas Prommegger  | Dimitrij Vaitkous    | Raphael Geisreiter   |
| 2001 | Nassfeld-Hermagor    | Lukas Grüner        | Gabriel Palfrader    | Matthias Ebner       |
| 2007 | Bad Gastein          | Matthew Morison     | Daniel Leitenstorfer | Markus Schairer      |
| 2008 | Valmalenco           | Radoslav Jankov     | Christoph Mick       | Christoph Maltschnig |
| 2009 | Nagano               | Hyeon-Yong Gim      | Andrej Sobolev       | Hanno Douschan       |
| 2010 | Otago                | Dimitri Bazanov     | Edwin Coratti        | Johann Stefaner      |
| 2011 | Valmalenco           | Lukas Mathies       | Dimitri Bazanov      | Stefan Baumeister    |
| 2012 | Sierra Nevada        | Valerij Kolegov     | Christian Hupfauer   | Dimitri Taimulin     |
| 2013 | Erzurum              | Stefan Baumeister   | Valerij Kolegov      | Indrik Trahan        |
| 2014 | Chiesa in Valmalenco | Dimitri Taimulin    | Maurizio Bormolini   | Vladislav Skhurikin  |
| 2015 | Yabuli               | Vladislav Skhurikin | Valerij Kolegov      | Lee Sang-ho          |
| 2016 | Rogla                | Dmitrij Loginov     | Dmitrij Karlagachev  | Črt Ikovic           |
| 2017 | Klínovec             | Il'ja Vitiugov      | Dmitrij Loginov      | Gabriel Messner      |
| 2018 | Cardrona             | Dmitrij Loginov     | Il'ja Vitiugov       | Jaroslav Stepanko    |
| 2019 | Rogla                | Mychajlo Kharuk     | Michael Nazwaski     | Jamie Behan          |
| 2020 | Lachtal              | Dmitrij Loginov     | Cody Winters         | Gian Casanova        |
| 2021 | Krasnojarsk          | Vsevolod Martynov   | Jaroslav Štěpánko    | Vladimir Pnev        |
| 2022 | Chiesa in Valmalenco | Ben Heldman         | Fabian Lantschner    | Tervel Zamfirov      |
| 2023 | Bansko               | Petar Gergyovski    | Alexander Krashniak  | Werner Pietsch       |
| 2024 | Lachtal              | Kristian Georgiev   | Tervel Zamfirov      | Petar Gergyovski     |

### Slalom gigante parallelo
| Anno | Luogo                | Oro                 | Argento             | Bronzo               |
| ---- | -------------------- | ------------------- | ------------------- | -------------------- |
| 1999 | Alpe di Siusi        | Charlie Cosnier     | Andreas Prommegger  | Ryan Wedding         |
| 2000 | Berchtesgaden        | Andreas Prommegger  | Suguru Sasaki       | Lukas Grüner         |
| 2001 | Nassfeld-Hermagor    | Lukas Grüner        | Ryan Wedding        | Teruumi Fujimoto     |
| 2002 | Rovaniemi            | François Boivin     | Rudy Galli          | Meinhard Erlacher    |
| 2003 | Prato Nevoso         | Rudy Galli          | Dominik Fiegl       | Philippe Berube      |
| 2004 | Klínovec             | Dominik Fiegl       | Hiroki Tozaki       | Benjamin Karl        |
| 2005 | Zermatt              | Benjamin Karl       | Rok Marguč          | Stefan Pletzer       |
| 2006 | Vivaldi Park         | Aleksej Zhivaev     | Michael Lambert     | Luca Ponti           |
| 2007 | Bad Gastein          | Alexander Bergmann  | Matthew Morison     | Yuuki Nofuji         |
| 2008 | Valmalenco           | Jure Hafner         | Lukas Mathies       | Christoph Maltschnig |
| 2009 | Nagano               | Radoslav Jankov     | Ivan Rantchev       | Jure Hafner          |
| 2010 | Otago                | Edwin Coratti       | Konstantin Shipilov | Stefan Baumeister    |
| 2011 | Valmalenco           | Tim Mastnak         | Lukas Mathies       | Edwin Coratti        |
| 2012 | Sierra Nevada        | Valerij Kolegov     | Dimitrij Taimulin   | Dimitrij Bojko       |
| 2013 | Erzurum              | Daniel Krebs        | Oleksandr Belinskyy | Stefan Baumeister    |
| 2014 | Chiesa in Valmalenco | Valerij Kolegov     | Lee Sang-ho         | Vladislav Skhurikin  |
| 2015 | Yabuli               | Lee Sang-ho         | Dario Caviezel      | Dmitrij Sarsembajev  |
| 2016 | Rogla                | Dmitrij Sarsembajev | Dmitrij Karlagachev | Gabriel Messner      |
| 2017 | Klínovec             | Dmitrij Sarsembajev | Dmitrij Loginov     | Arvid Auner          |
| 2018 | Cardrona             | Dmitrij Loginov     | Dmitrij Karlagachev | Il'ja Vitiugov       |
| 2019 | Rogla                | Dmitrij Loginov     | Elias Huber         | Jaroslav Štěpánko    |
| 2020 | Lachtal              | Dmitrij Loginov     | Ole-Mikkel Prantl   | Arnaud Gaudet        |
| 2021 | Krasnojarsk          | Jaroslav Štěpánko   | Ole-Mikkel Prantl   | Vsevolod Martynov    |
| 2022 | Chiesa in Valmalenco | Ben Heldman         | Max Kühnhauser      | Junho Ma             |
| 2023 | Bansko               | Tervel Zamfirov     | Alexander Krashniak | Max Kühnhauser       |
| 2024 | Lachtal              | Samuel Vojtasek     | Tervel Zamfirov     | Petar Gergyovski     |

### Snowboard cross
| Anno | Luogo                | Oro                  | Argento                 | Bronzo          |
| ---- | -------------------- | -------------------- | ----------------------- | --------------- |
| 2002 | Rovaniemi            | Francesco Sandrini   | Janne Keinanen          | François Boivin |
| 2003 | Prato Nevoso         | Francesco Sandrini   | Luca Guerini            | Thomas Parsons  |
| 2004 | Oberwiesenthal       | Paul-Henri de Le Rue | Francesco Sandrini      | Markus Schairer |
| 2005 | Zermatt              | Tony Ramoin          | Markus Schairer         | Pierre Vaultier |
| 2006 | Vivaldi Park         | Øystein Wallin       | Federico Raimo          | Romain Valery   |
| 2007 | Bad Gastein          | Stian Sivertzen      | Markus Schairer         | Alex Pullin     |
| 2008 | Valmalenco           | David Durand         | Mathias Schöpf          | Tony Ramoin     |
| 2009 | Nagano               | Omar Visintin        | Michael Hämmerle        | Roger Carver    |
| 2010 | Otago                | Nikolaj Oljunin      | Roger Carver            | Alex Tuttle     |
| 2011 | Valmalenco           | Regino Hernández     | Matija Mihič            | Elias Koivumaa  |
| 2012 | Sierra Nevada        | Alessandro Hämmerle  | Jarryd Hughes           | Jussi Taka      |
| 2013 | Erzurum              | Lucas Eguibar        | Alessandro Hämmerle     | Jerome Lymann   |
| 2014 | Chiesa in Valmalenco | Daniil Dilman        | Lucas Eguibar           | Ken Vuagnoux    |
| 2015 | Yabuli               | Daniil Dilman        | Sebastian Pietrzykowski | Ken Vuagnoux    |
| 2016 | Rogla                | Luca Hämmerle        | Duncan Campbell         | Vincent Dreme   |
| 2017 | Klínovec             | Kalle Koblet         | David Pickl             | Leon Beckhaus   |
| 2018 | Cardrona             | Jake Vedder          | Éliot Grondin           | Mike Lacroix    |
| 2019 | Reiteralm            | Loan Bozzolo         | Éliot Grondin           | Jin Woo         |
| 2020 | Lachtal              | annullata            | annullata               | annullata       |
| 2021 | Krasnojarsk          | Éliot Grondin        | Felix Powondra          | Álvaro Romero   |
| 2022 | Veysonnaz            | Leon Ulbricht        | Niccolò Colturi         | Niels Conradt   |
| 2023 | Passo San Pellegrino | Álvaro Romero        | Aïdan Chollet           | Achille Leleu   |
| 2024 | Gudauri              | Leon Ulbricht        | Julien Tomas            | Aïdan Chollet   |

### Snowboard cross a squadre
| Anno | Luogo                | Oro                          | Argento                                | Bronzo                          |
| ---- | -------------------- | ---------------------------- | -------------------------------------- | ------------------------------- |
| 2014 | Chiesa in Valmalenco | Jarryd Hughes Matthew Thomas | Alexandr Guzachev Danil Dilman         | Nick Watter Jerome Lymann       |
| 2015 | Yabuli               | Adam Lambert Matthew Thomas  | Florian Gregor Sebastian Pietrzykowski | Danil Dilman Aleksandr Guzachev |
| 2016 | Rogla                | Jerome Lymann Kalle Koblet   | Vincent Dreme Léo Le Blé Jaques        | Michal Hanko Jan Kubičík        |
| 2017 | Klínovec             | Jake Vedder Senna Leith      | Leon Beckhaus Sebastian Pietrzykowski  | Adam Lambert Agnus Pennington   |
| 2018 | Cardrona             | annullata                    | annullata                              | annullata                       |

### Halfpipe
| Anno | Luogo                | Oro                | Argento                 | Bronzo              |
| ---- | -------------------- | ------------------ | ----------------------- | ------------------- |
| 1997 | Corno alle Scale     | Thomas Johansson   | Jussi Oskanen           | Marten Gaimer       |
| 1998 | Chamrousse           | Patrik Karlsson    | Jonathan Collomb-Patton | Kevin Saumade       |
| 1999 | Alpe di Siusi        | Hampus Mosesson    | Jonathan Collomb-Patton | Espen Arvesen       |
| 2000 | Berchtesgaden        | Anton Bergsten     | Markus Jonsson          | Toni-Markus Turunen |
| 2001 | Nassfeld-Hermagor    | Heikki Sorsa       | John Lœnqvist           | Markus Keller       |
| 2002 | Rovaniemi            | Steven Fisher      | Sergio Berger           | Mathieu Crepél      |
| 2003 | Prato Nevoso         | Christophe Schmidt | Tyler Emond             | Julien Bourguignon  |
| 2004 | Klínovec             | Markus Malin       | Sami Saarenpää          | Michael Goldschmidt |
| 2005 | Zermatt              | Janne Korpi        | Louie Vito              | Kory Wright         |
| 2006 | Vivaldi Park         | Kōhei Kudō         | Markus Malin            | Peetu Piiroinen     |
| 2008 | Valmalenco           | Daniel Friberg     | Kazuumi Fujita          | Keito Kumazaki      |
| 2009 | Nagano               | Shohto Tsutsumi    | Dylan Bidez             | Ilkka-Eemeli Laari  |
| 2010 | Otago                | Taku Hiraoka       | Nathan Johnstone        | Manuel Pietropoli   |
| 2011 | Valmalenco           | Taku Hiraoka       | Taylor Gold             | Ayumu Nedefuji      |
| 2012 | Sierra Nevada        | Tim-Kevin Ravnjak  | Dimi de Jong            | Nikita Avtaneev     |
| 2013 | Erzurum              | Ikko Anai          | Tim-Kevin Ravnjak       | Lucien Koch         |
| 2014 | Chiesa in Valmalenco | Tim-Kevin Ravnjak  | Lyon Farrell            | Michael Schärer     |
| 2015 | Yabuli               | Kweon Lee-jun      | Toby Miller             | Chase Blackwell     |
| 2016 | annullata            | annullata          | annullata               | annullata           |
| 2017 | Laax                 | Cho Hyeon-min      | Toby Miller             | Chase Blackwell     |
| 2018 | Cardrona             | Toby Miller        | Ruka Hirano             | Kaishu Hirano       |
| 2019 | Leysin               | Ruka Hirano        | Raio Kuchisubo          | Shawn Fair          |
| 2020 | Lachtal              | annullata          | annullata               | annullata           |
| 2021 | Krasnojarsk          | Kaishu Nakagawa    | Jonas Hasler            | Lee Chae-un         |
| 2022 | Leysin               | Lee Chae-un        | Shuichiro Shigeno       | Jonas Hasler        |
| 2023 | Cardrona             | annullato          | annullato               | annullato           |
| 2024 | non disputato        | non disputato      | non disputato           | non disputato       |

### Slopestyle
| Anno | Luogo                | Oro                     | Argento                | Bronzo              |
| ---- | -------------------- | ----------------------- | ---------------------- | ------------------- |
| 2010 | Otago                | Ståle Sandbech          | Ville Paumola          | Seppe Smits         |
| 2011 | Valmalenco           | Clemens Schattschneider | Tim-Kevin Ravnjak      | Jan Scherrer        |
| 2012 | Sierra Nevada        | Marco Grigis            | Darcy Sharpe           | Brandon Davis       |
| 2013 | Erzurum              | Tyler Nicholson         | Lucien Koch            | Jonas Bösiger       |
| 2014 | Chiesa in Valmalenco | Michael Schärer         | Rowan Coultas          | Stian Kleivdal      |
| 2015 | Yabuli               | Erik Bastaansen         | Carlos Garcia Knight   | Mikko Rehnberg      |
| 2016 | Alpe di Siusi        | Chris Corning           | Carter Jarvis          | Chandler Hunt       |
| 2017 | Špindlerův Mlýn      | Chris Corning           | Judd Hankes            | Tiarn Collins       |
| 2018 | Cardrona             | Takeru Ōtsuka           | Niek van der Velden    | Casper Wolf         |
| 2019 | Kläppen              | William Buffrey         | Samuel Jaroš           | Rikuto Ohashi       |
| 2020 | Lachtal              | annullata               | annullata              | annullata           |
| 2021 | Krasnojarsk          | Rikuto Watanabe         | Aoto Kawakami          | Sam Vermaat         |
| 2022 | Leysin               | Cameron Spalding        | Campbell Melville Ives | Fynn Bullock-Womble |
| 2023 | Cardrona             | Taiga Hasegawa          | Cameron Spalding       | Yūto Miyamura       |
| 2024 | Livigno/Mottolino    | Brooklyn Depriest       | Romain Allemand        | Rocco Jamieson      |

### Big air
| Anno | Luogo             | Oro                 | Argento           | Bronzo          |
| ---- | ----------------- | ------------------- | ----------------- | --------------- |
| 2004 | Oberwiesenthal    | Pekka Ruokanen      | Hubert Fill       | Shayne Pospisil |
| 2005 | Zermatt           | Joy Geenen          | Erik-Johan Botner | Torstein Horgmo |
| 2006 | Vivaldi Park      | Mario Käppli        | Sami Saarenpää    | Tim Humphreys   |
| 2007 | Bad Gastein       | Stian Aannestad     | Thomas Franc      | Kim-Rune Hansen |
| 2008 | Valmalenco        | Petja Piiroinen     | Roger-S. Kleivdal | Tero Manninen   |
| 2010 | Otago             | Petja Piiroinen     | Seppe Smits       | Ville Paumola   |
| 2016 | Alpe di Siusi     | Chris Corning       | Carter Jarvis     | Francis Jobim   |
| 2017 | Špindlerův Mlýn   | Yūri Ōkubo          | Yutaro Miyazawa   | Enzo Valax      |
| 2018 | Cardrona          | Takeru Ōtsuka       | Luke Winkelmann   | William Buffrey |
| 2019 | Kläppen           | Ryōma Kimata        | Alto Kawakami     | William Buffrey |
| 2020 | Lachtal           | annullata           | annullata         | annullata       |
| 2021 | Krasnojarsk       | Taiga Hasegawa      | Moritz Breu       | Igor Tarakanov  |
| 2022 | Leysin            | Eric Dovjak         | Taiga Hasegawa    | Lee Chae-un     |
| 2023 | Cardrona          | Taiga Hasegawa      | Rocco Jamieson    | Ian Matteoli    |
| 2024 | Livigno/Mottolino | Elias Lionel Lehner | Hanato Minamiya   | Romain Allemand |

### Slalom gigante
| Anno | Luogo            | Oro             | Argento          | Bronzo          |
| ---- | ---------------- | --------------- | ---------------- | --------------- |
| 1997 | Corno alle Scale | Lukas Grüner    | Travis McLain    | Charlie Cosnier |
| 1998 | Chamrousse       | Charlie Cosnier | Xavier de Le Rue | Lukas Grüner    |

## Albo d'oro femminile

### Slalom parallelo
| Anno | Luogo                | Oro                        | Argento              | Bronzo                  |
| ---- | -------------------- | -------------------------- | -------------------- | ----------------------- |
| 2000 | Berchtesgaden        | Nina Schlegel              | Emmanuelle Duboc     | Julie Pomagalski        |
| 2001 | Nassfeld-Hermagor    | Daniela Meuli              | Heidi Krings         | Romy Pletzer            |
| 2007 | Bad Gastein          | Julia Dujmovits            | Ekaterina Tudegeševa | Ekaterina Iljuchina     |
| 2008 | Valmalenco           | Selina Jörg                | Hilde-Katrine Engeli | Viktoria Stefaner       |
| 2009 | Nagano               | Julie Zogg                 | Alëna Zavarzina      | Sabine Schöffmann       |
| 2010 | Otago                | Sabine Schöffmann          | Julie Zogg           | Ekaterina Khatomčenkova |
| 2011 | Valmalenco           | Julie Zogg                 | Cheyenne Loch        | Sabine Schöffmann       |
| 2012 | Sierra Nevada        | Julie Zogg                 | Stefanie Müller      | Cheyenne Loch           |
| 2013 | Erzurum              | Ester Ledecká              | Cheyenne Loch        | Natal'ja Soboleva       |
| 2014 | Chiesa in Valmalenco | Natal'ja Soboleva          | Michelle Dekker      | Cheyenne Loch           |
| 2015 | Yabuli               | Natal'ja Soboleva          | Jeong Hae-rim        | Elisaveta Salikhova     |
| 2016 | Rogla                | Ramona Theresia Hofmeister | Milena Bykova        | Elisa Profanter         |
| 2017 | Klínovec             | Jemima Juritz              | Maria Válová         | Daniela Ulbing          |
| 2018 | Cardrona             | Daniela Ulbing             | Anastasija Kuročkina | Elena Boltaeva          |
| 2019 | Rogla                | Maria Válová               | Tsubaki Miki         | Anastasija Kuročkina    |
| 2020 | Lachtal              | Sofija Nadyršina           | Tsubaki Miki         | Kaylie Buck             |
| 2021 | Krasnojarsk          | Sofija Nadyršina           | Maria Volgina        | Flurina Neva Bätschi    |
| 2022 | Chiesa in Valmalenco | Tsubaki Miki               | Iris Pflum           | Pia Schöffmann          |
| 2023 | Bansko               | Xenia von Siebenthal       | Iris Pflum           | Zuzana Maděrová         |
| 2024 | Lachtal              | Aurélie Moisan             | Adéla Keclíková      | Marie Gams              |

### Slalom gigante parallelo
| Anno | Luogo                | Oro                  | Argento           | Bronzo               |
| ---- | -------------------- | -------------------- | ----------------- | -------------------- |
| 1999 | Alpe di Siusi        | Nina Schlegel        | Małgorzata Kukucz | Sara Fischer         |
| 2000 | Berchtesgaden        | Julie Pomagalski     | Heidi Krings      | Nina Schlegel        |
| 2001 | Nassfeld-Hermagor    | Romy Pletzer         | Heidi Krings      | Florine Valdenaire   |
| 2002 | Rovaniemi            | Heidi Krings         | Michelle Gorgone  | Marion Insam         |
| 2003 | Prato Nevoso         | Niina Sarias         | Aprilia Hägglöf   | Michelle Gorgone     |
| 2004 | Klínovec             | Niina Sarias         | Amelie Kober      | Jasmin Seiler        |
| 2005 | Zermatt              | Corinna Boccacini    | Amelie Kober      | Selina Jörg          |
| 2006 | Vivaldi Park         | Ekaterina Tudegeševa | Isabella Laböck   | Julia Dujmovits      |
| 2007 | Bad Gastein          | Ekaterina Tudegeševa | Aleksandra Žekova | Karolina Sztokfisz   |
| 2008 | Valmalenco           | Hilde-Katrine Engeli | Ina Meschik       | Alëna Zavarzina      |
| 2009 | Nagano               | Sabine Schöffmann    | Julie Zogg        | Ina Meschik          |
| 2010 | Otago                | Annamari Danča       | Julie Zogg        | Ina Meschik          |
| 2011 | Valmalenco           | Julie Zogg           | Stefanie Müller   | Cheyenne Loch        |
| 2012 | Sierra Nevada        | Julie Zogg           | Stefanie Müller   | Emilie Aurange       |
| 2013 | Erzurum              | Ester Ledecká        | Tanja Brugger     | Nadya Ochner         |
| 2014 | Chiesa in Valmalenco | Natal'ja Soboleva    | Emilie Aurange    | Cheyenne Loch        |
| 2015 | Yabuli               | Natal'ja Soboleva    | Michelle Dekker   | Elisaveta Salikhova  |
| 2016 | Rogla                | Elisaveta Salikhova  | Elisa Profanter   | Carolin Langenhorst  |
| 2017 | Klínovec             | Milena Bykova        | Daniela Ulbing    | Larissa Gasser       |
| 2018 | Cardrona             | Milena Bykova        | Gong Naiying      | Maria Válová         |
| 2019 | Rogla                | Anastasija Kuročkina | Sofija Nadyršina  | Jasmin Coratti       |
| 2020 | Lachtal              | Sofija Nadyršina     | Tsubaki Miki      | Viktoria Pukhova     |
| 2021 | Krasnojarsk          | Sofija Nadyršina     | Tsubaki Miki      | Maria Volgina        |
| 2022 | Chiesa in Valmalenco | Tsubaki Miki         | Jang Seo-hee      | Flurina Neva Bätschi |
| 2023 | Bansko               | Tsubaki Miki         | Iris Pflum        | Salome Jansing       |
| 2024 | Lachtal              | Aurélie Moisan       | Weronika Dawidek  | Xenia Von Siebenthal |

### Snowboard cross
| Anno | Luogo                | Oro                | Argento                 | Bronzo                          |
| ---- | -------------------- | ------------------ | ----------------------- | ------------------------------- |
| 2002 | Rovaniemi            | Lindsey Jacobellis | Tanja Uhlmann           | Corinne Mottu                   |
| 2003 | Prato Nevoso         | Morgane Fleury     | Sandra Frei             | Niina Sarias                    |
| 2004 | Oberwiesenthal       | Joanie Anderson    | Susanne Moll            | Hilde-Katrine Engeli            |
| 2005 | Zermatt              | Sophie Rodriguez   | Susanne Moll            | Diane Thermoz Liaudy            |
| 2006 | Vivaldi Park         | Christelle Doyon   | Helene Olafsen          | Julia Dujmovits                 |
| 2007 | Bad Gastein          | Helene Olafsen     | Aleksandra Žekova       | Brooke Shaw                     |
| 2008 | Valmalenco           | Marion Perez       | Callan Chythlook-Sifsof | Brooke Shaw                     |
| 2009 | Nagano               | Oceane Pozzo       | Aurore Savoye           | Ziggy Cowan                     |
| 2010 | Otago                | Eva Samková        | Faye Gulini             | Emilie Aubry                    |
| 2011 | Valmalenco           | Eva Samková        | Chloé Trespeuch         | Chloe Banning                   |
| 2012 | Sierra Nevada        | Loreleï Schmitt    | Charlotte Bankes        | Michela Moioli                  |
| 2013 | Erzurum              | Eva Samková        | Chloé Trespeuch         | Michela Moioli                  |
| 2014 | Chiesa in Valmalenco | Charlotte Bankes   | Elisa Ravel             | Sarah Devouassoux               |
| 2015 | Yabuli               | Charlotte Bankes   | Juliette Lefèvre        | Katie Anderson                  |
| 2016 | Rogla                | Kristina Paul'     | Lara Casanova           | Manon Petit-Lenoir              |
| 2017 | Klínovec             | Kristina Paul'     | Jana Fischer            | Julia Pereira de Sousa-Mabileau |
| 2018 | Cardrona             | Kristina Paul'     | Livia Molodhy           | Sophie Hediger                  |
| 2019 | Reiteralm            | Jana Fischer       | Chloé Passerat          | Emily Boyce                     |
| 2020 | Lachtal              | annullata'         | annullata'              | annullata'                      |
| 2021 | Krasnojarsk          | Sára Strnadová     | Margaux Herpin          | Anna-Maria Galler               |
| 2022 | Veysonnaz            | Zoé Colombier      | Brianna Schnorrbusch    | Anna Valentin                   |
| 2023 | Passo San Pellegrino | Léa Casta          | Josie Baff              | Celia Trinkl                    |
| 2024 | Gudauri              | Léa Casta          | Noemie Wiedmer          | Lisa Francesia Boirai           |

### Snowboard cross a squadre
| Anno | Luogo                | Oro                                                        | Argento                                  | Bronzo                              |
| ---- | -------------------- | ---------------------------------------------------------- | ---------------------------------------- | ----------------------------------- |
| 2014 | Chiesa in Valmalenco | Charlotte Bankes Chloe Trespeuch                           | Juliette Lefèvre Emma Bernard            | Sofia Belinghieri Francesca Gallina |
| 2015 | Yabuli               | Charlotte Bankes Lucille Lefèvre                           | Sofia Belinghieri Francesca Gallina      | Yulia Lapteva Marija Vasil'cova     |
| 2016 | Rogla                | Manon Petit-Lenoir Gaia Tarasco                            | Kristina Paul' Viktorija Bukevich        | Sophie Hediger Luana Bianchi        |
| 2017 | Klínovec             | Francia Manon Petit-Lenoir Julia Pereira de Sousa-Mabileau | Russia Kristina Paul' Viktorija Bukevich | Australia Emily Boyce Georgia Baff  |
| 2018 | Cardrona             | annullata                                                  | annullata                                | annullata                           |

### Halfpipe
| Anno | Luogo                | Oro                    | Argento                 | Bronzo            |
| ---- | -------------------- | ---------------------- | ----------------------- | ----------------- |
| 1997 | Corno alle Scale     | Anna Hellman           | Laura-Kaisa Suokonautio | Kim Stacey        |
| 1998 | Chamrousse           | Kim Dunn               | Sophia Bergdahl         | Sara Fischer      |
| 1999 | Alpe di Siusi        | Fabienne Reuteler      | Kjersti Buaas           | Anna Olofsson     |
| 2000 | Berchtesgaden        | Kelly Clark            | Anna Olofsson           | Kim Dunn          |
| 2001 | Nassfeld-Hermagor    | Kjersti Buaas          | Chloé Laurent           | Eri Kokubo        |
| 2002 | Rovaniemi            | Hannah Teter           | Heidi Kurkinen          | Audrey Achard     |
| 2003 | Prato Nevoso         | Lindsey Jacobellis     | Silvia Mittermüller     | Sarah Kopinya     |
| 2004 | Klínovec             | Sophie Rodriguez       | Paulina Ligocka         | Halley Van Muyen  |
| 2005 | Zermatt              | Sophie Rodriguez       | Calir Bidez             | Sina Candrian     |
| 2006 | Vivaldi Park         | Clair Bidez            | Ellery Hollingsworth    | Sina Candrian     |
| 2008 | Valmalenco           | Sophie Rodriguez       | Kaitlyn Farrington      | Linn Haug         |
| 2009 | Nagano               | Cai Xuetong            | Queralt Castellet       | Li Shuang         |
| 2010 | Otago                | Cilka Sadar            | Rebecca Sinclair        | Haruna Matsumoto  |
| 2011 | Valmalenco           | Haruna Matsumoto       | Hikaru Ohe              | Mirabelle Thovez  |
| 2012 | Sierra Nevada        | Arielle Gold           | Emma Bernard            | Lucile Lefèvre    |
| 2013 | Erzurum              | Emma Bernard           | Verena Rohrer           | Lucile Lefèvre    |
| 2014 | Chiesa in Valmalenco | Verena Rohrer          | Zoe Kalapos             | Emily Arthur      |
| 2015 | Yabuli               | Madison Taylor Barrett | Yu-Rim Jeong            | Clara Genner      |
| 2016 | non disputata        | non disputata          | non disputata           | non disputata     |
| 2017 | Laax                 | Berenice Wicki         | Anna Valentine          | Leilani Ettel     |
| 2018 | Cardrona             | Mitsuki Ono            | Tessa Maud              | Elizabeth Hosking |
| 2019 | Leysin               | Mitsuki Ono            | Tessa Maud              | Leilani Ettel     |
| 2020 | Lachtal              | annullata'             | annullata'              | annullata'        |
| 2021 | Krasnojarsk          | Manon Kaji             | Isabelle Lötscher       | Elena Schütz      |
| 2022 | Leysin               | Choi Gaon              | Bea Kim                 | Brooke D'Hondt    |
| 2023 | Cardrona             | annullato              | annullato               | annullato         |
| 2024 | non disputato        | non disputato          | non disputato           | non disputato     |

### Slopestyle
| Anno | Luogo                | Oro               | Argento                 | Bronzo           |
| ---- | -------------------- | ----------------- | ----------------------- | ---------------- |
| 2010 | Otago                | Enni Rukajärvi    | Urška Pribošič          | Samm Denena      |
| 2011 | Valmalenco           | Anna Gyarmati     | Merika Enne             | Karly Shorr      |
| 2012 | Sierra Nevada        | Katarzyna Rusin   | Indigo Monk             | Celia Petrig     |
| 2013 | Erzurum              | Laurie Blouin     | Chloé Sillières         | Celia Petrig     |
| 2014 | Chiesa in Valmalenco | Hailee Mattingley | Elli Pikkujämsä         | Katie Ormerod    |
| 2015 | Yabuli               | Nora Healey       | Elli Pikkujämsä         | Chloé Sillières  |
| 2016 | Alpe di Siusi        | Chloé Sillières   | Sof'ja Fëdorova         | Nora Healey      |
| 2017 | Špindlerův Mlýn      | Tess Coady        | Reira Iwabuchi          | Elli Pikkujämsä  |
| 2018 | Cardrona             | Kokomo Murase     | Annika Morgan           | Sommer Gendron   |
| 2019 | Kläppen              | Sommer Gendron    | Eveliina Taka           | Ty Schnorrbusch  |
| 2020 | Lachtal              | annullata'        | annullata'              | annullata'       |
| 2021 | Krasnojarsk          | Evy Poppe         | Yura Murase             | Telma Särkipaju  |
| 2022 | Leysin               | Yura Murase       | Mia Brookes             | Chihiro Edamatsu |
| 2023 | Cardrona             | Lucia Georgalli   | Fanny Piantanida Chiesa | Ally Hickman     |
| 2024 | Livigno/Mottolino    | Laura Zaveska     | Yura Murase             | Rebecca Flynn    |

### Big air
| Anno | Luogo             | Oro              | Argento             | Bronzo            |
| ---- | ----------------- | ---------------- | ------------------- | ----------------- |
| 2004 | Oberwiesenthal    | Paulina Ligocka  | Mary Sallah         | Anna Jalasti      |
| 2005 | Zermatt           | Ursina Haller    | Eva Lindbichler     | Tina Luft         |
| 2006 | Vivaldi Park      | Sina Candrian    | Alexandra Duckworth | Meri Peltonen     |
| 2007 | Bad Gastein       | Sina Candrian    | Jordan Karlinski    | Atti Holst        |
| 2008 | Valmalenco        | Šárka Pančochová | Helene Olafsen      | Enni Rukajärvi    |
| 2010 | Otago             | Enni Rukajärvi   | Urška Pribošič      | Klaudia Medlová   |
| 2016 | Alpe di Siusi     | Sof'ja Fëdorova  | Nora Healey         | Océane Fillon     |
| 2017 | Špindlerův Mlýn   | Tess Coady       | Reira Iwabuchi      | Elli Pikkujämsä   |
| 2018 | Cardrona          | Kokomo Murase    | Sommer Gendron      | Ren Ziyan         |
| 2019 | Kläppen           | Sommer Gendron   | Annika Morgan       | Evy Poppe         |
| 2020 | Lachtal           | annullata'       | annullata'          | annullata'        |
| 2021 | Krasnojarsk       | Yura Murase      | Chihiro Edamatsu    | Evy Poppe         |
| 2022 | Leysin            | Mia Brookes      | Chihiro Edamatsu    | Melissa Peperkamp |
| 2023 | Cardrona          | Emeraude Maheux  | Yu Seo-ung Eun      | Kiara Morii       |
| 2024 | Livigno/Mottolino | Rebecca Flynn    | Momo Suzuki         | Emily Rothney     |

### Slalom gigante
| Anno | Luogo            | Oro               | Argento         | Bronzo       |
| ---- | ---------------- | ----------------- | --------------- | ------------ |
| 1997 | Corno alle Scale | Déborah Anthonioz | Sabine Wutscher | Evelyn Maier |
| 1998 | Chamrousse       | Julie Pomagalski  | Sabine Wutscher | Sara Fischer |

## Albo d'oro misto

### Parallelo a squadre
| Anno | Luogo                | Oro                                           | Argento                                        | Bronzo                                      |
| ---- | -------------------- | --------------------------------------------- | ---------------------------------------------- | ------------------------------------------- |
| 2019 | Rogla                | Russia I Anastasija Kuročkina Dmitrij Loginov | Russia III Sofija Nadyršina Jaroslav Štěpánko  | Canada I Kaylie Buck Arnaud Gaudet          |
| 2020 | Lachtal              | Russia Sofija Nadyršina Dmitrij Loginov       | Giappone Tsubaki Miki Daichi Shimizu           | Russia Viktoria Pukhova Vsevolod Martynov   |
| 2021 | Krasnojarsk          | Russia I Jaroslav Štěpánko Sofija Nadyršina   | Giappone II Naoki Kanematsu Tsubaki Miki       | Russia II Vsevolod Martynov Maria Volgina   |
| 2022 | Chiesa in Valmalenco | Giappone Shikō Sugimoto Tsubaki Miki          | Italia I Fabian Lantschner Elisa Fava          | Germania I Max Kühnhauser Salome Jansing    |
| 2023 | Bansko               | Germania I Max Kühnhauser Salome Jansing      | Svizzera I Nicola Meisser Flurina Neva Bätschi | Rep. Ceca I Kryštof Minárik Zuzana Maděrová |
| 2024 | Lachtal              | Germania I Benedikt Riel Salome Jansing       | Stati Uniti II Walker Overstake Grace Domino   | Italia I Mike Santuari Fabiana Fachin       |

### Snowboard cross a squadre
| Anno | Luogo                | Oro                                           | Argento                                      | Bronzo                                    |
| ---- | -------------------- | --------------------------------------------- | -------------------------------------------- | ----------------------------------------- |
| 2019 | Reiteralm            | Francia I Loan Bozzolo Chloé Passerat         | Svizzera I Gabriel Zweifel Sina Siegenthaler | Italia I Filippo Ferrari Ester Gross      |
| 2020 | Lachtal              | annullata                                     | annullata                                    | annullata                                 |
| 2021 | Krasnojarsk          | Russia II Daniil Donskikh Valeriya Komnatnaya | Francia I Guillaume Herpin Margaux Herpin    | Rep. Ceca I Bruno Tatarko Sára Strnadová  |
| 2022 | non disputata        | non disputata                                 | non disputata                                | non disputata                             |
| 2023 | Passo San Pellegrino | Australia I James Johnstone Josie Baff        | Francia II Achille Leleu Camille Poulat      | Francia I Aidan Chollet Léa Casta         |
| 2024 | Gudauri              | Francia 1 Julien Tomas Léa Casta              | Francia 2 Aïdan Chollet Zoé Colombier        | Slovacchia 1 Samuel Sakal Sara Pitonakova |